# Rotondehond

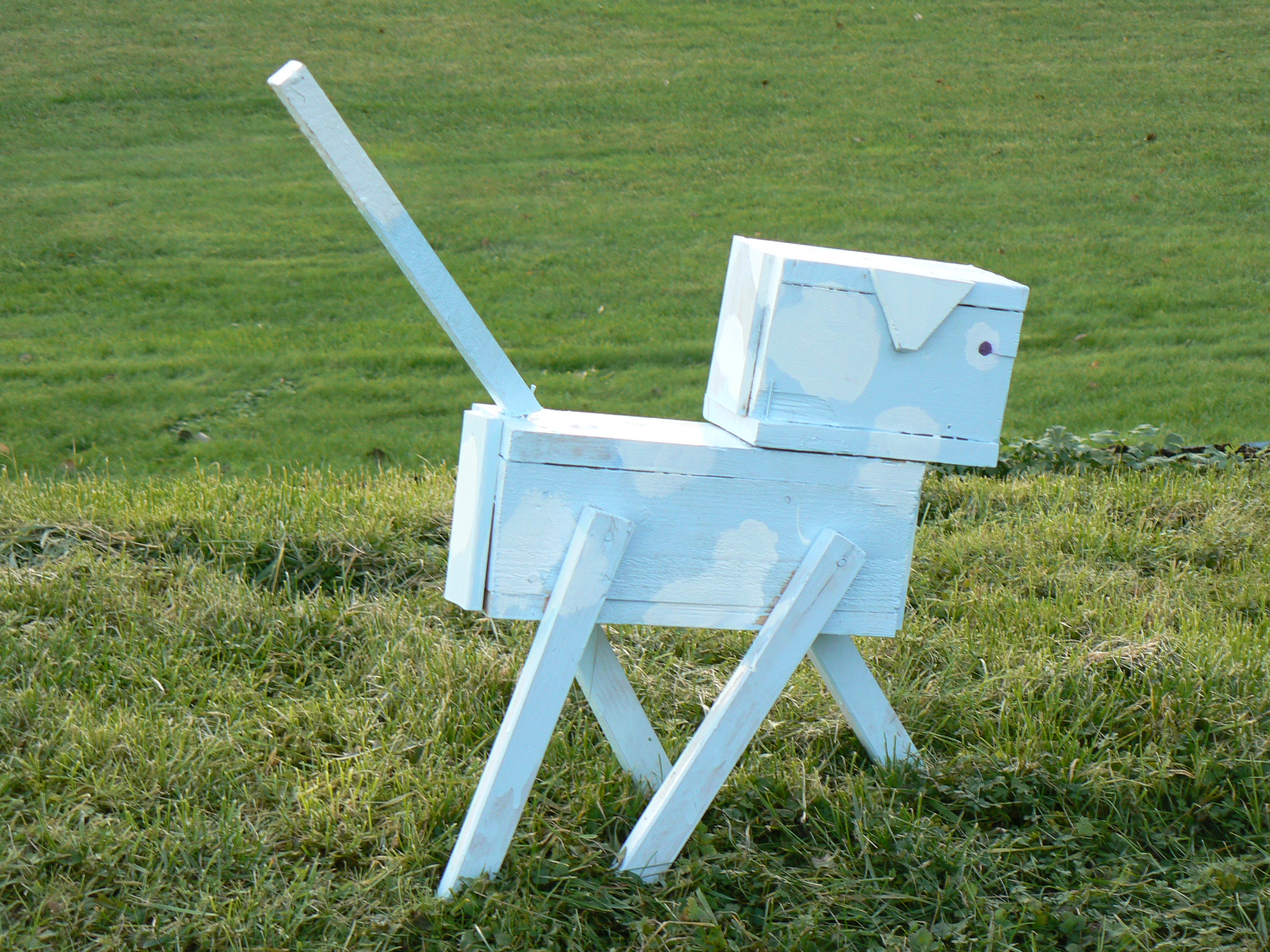
Rotondehond in Linköping, Zweden.

De rotondehond (Zweeds: rondellhund) is een vorm van straatversiering die in de herfst van 2006 overal op rotondes in Zweden opdook. De eerste rotondehond dook op in de stad Linköping. Anonieme mensen zetten zelfgemaakte honden, meestal van hout, op rotondes. Het fenomeen duikt ook op in andere landen als Spanje.
In juli 2007 maakte de kunstenaar Lars Vilks een tekening die Mohammed als rotondehond moest voorstellen. Dit wekte in een groot deel van de islamitische wereld woedende reacties op.